# Институт внешней торговли Италии
Институт внешней торговли Италии (итал. Instituto nazionale per il Commercio Estero — ICE) — вспомогательный орган Министерства экономического развития Италии, созданный в 1926 году, является государственным агентством с развитой сетью региональных и зарубежных представительств: 17 представительств в Италии и 117 представительств в 83 странах мира. Центральный офис находится в Риме.

## Функции Института
Главной задачей Института внешней торговли Италии является содействие внешней торговле, промышленному и технологическому сотрудничеству с зарубежными странами, продвижение итальянской продукции на мировые рынки, представление экономической информации об Италии.
Для удовлетворения различных запросов со стороны как итальянских товаропроизводителей, так и зарубежных импортёров Институт организует различные специализированные торговые ярмарки, семинары, рекламные акции и презентации, организует поездки предпринимателей. 